# ليندا إستر غراي
ليندا إستر غراي (بالإنجليزية: Linda Esther Gray)‏ هي مغنية أوبرا بريطانية، ولدت في 29 مايو 1948.